# Wörrstadt
Wörrstadt là một đô thị thuộc huyện Alzey-Worms, bang Rheinland-Pfalz, Đức. Đô thị này có diện tích 16,75 km². Dân số thời điểm ngày 31 tháng 12 năm 2006 à 7604 người. Đô thị này có cự ly khoảng 10 km về phía bắc Alzey, và 20 km về phía tây nam Mainz.
Wörrstadt là thủ phủ của Verbandsgemeinde ("đô thị tập thể") Wörrstadt. 

## Các đô thị giáp ranh
- Saulheim
- Sulzheim
- Gabsheim
- Udenheim
- Schornsheim
- Armsheim
- Gau-Bickelheim
- Gau-Weinheim
- Wallertheim
- Spiesheim
- Ensheim
- Vendersheim